# Júlio Cesar Chaves
Júlio Cesar Chaves (Assunção, 27 de novembro de 1907 — 1989) foi um historiador e político paraguaio.